# Martín Posse
Martín Posse (San Justo, 2 de agosto de 1975) é um ex-futebolista argentino que atuava como atacante.

## Carreira
Martín Posse integrou a Seleção Argentina de Futebol na Copa América de 1997.